# Route nationale 61 (Belgique)
Pour les articles homonymes, voir Route nationale 61.
La route nationale 61 est une route régionale de la province belge de Liège. La route relie la N30 à Chênée près de Liège à la N68 à Eupen. Le tracé est en grande partie parallèle à la rivière Vesdre et à la ligne ferroviaire 37 Liège-Aix-la-Chapelle. La rivière et la voie ferrée sont traversées à plusieurs reprises. La N61 a une longueur d'environ 40 kilomètres.

## Lieux traversés
- Chênée
- Vaux-sous-Chèvremont
- Chaudfontaine
- Prayon
- Trooz
- Fraipont
- Nessonvaux
- Goffontaine
- Pepinster
- Ensival
- Verviers
- Stembert
- Limbourg
- Baelen
- Eupen

## Branches

### N61a
La N61a est un embranchement de la N61 à Chênée/Liège long de 1,4 kilomètre. L'itinéraire démarre du côté est de Chênée où il rejoint la N61 et passe par le quai Henri Borguet jusqu'à la N30. La route passe sous le viaduc de la LGV 3.

### N61b
La N61b est une liaison de 4,4 kilomètres de long entre la N61 et la N672 à proximité de la ville de Stembert. L'itinéraire démarre au nord-est de Stembert sur la N61 et traverse Stembert via la rue de la Papeterie, l'avenue Fernand Desona et l'avenue Jean Lambert pour rejoindre la N672 côté sud-ouest.

### N61d
La N61d est une route de liaison à Verviers longue de 450 mètres. L'itinéraire relie la N61 à proximité de la gare Verviers-Central à la R61 via la rue de la Concorde.

### N61e
La N61e est une route de liaison longue de 450 mètres entre la N61 et la R61 à Verviers. L'itinéraire passe par la rue Grand'Ville et ne peut être empruntée que dans le sens Pepinster vers l'A27/E42 au sud.